# Hervormde kerk (Ouderkerk aan den IJssel)
De Hervormde Kerk of de Dorpskerk in de Zuid-Hollandse plaats Ouderkerk aan den IJssel is een eenbeukige, laatgotische kruiskerk uit de 15e eeuw.

## Geschiedenis
De ontginning van het gebied rond Ouderkerk aan den IJssel begon in de 11e eeuw. In de loop van de 12e eeuw werd een tufstenen kerk gebouwd. Deze kerk werd grotendeels verwoest tijdens de Hoekse en Kabeljauwse twisten tussen 1425 en 1428. Daarna werd op de oude fundering een nieuwe kerk gebouwd, waarbij de overgebleven tufstenen werden hergebruikt bij de bekleding van de muren van het schip. Het eerst werd rond 1430 het  koor gebouwd, daarna volgde het schip en ten slotte de toren. De kerk werd gewijd aan de heilige Vincentius. De kerk staat op het kerkeweer, waarop ook een pastorie gebouwd werd. Rond de kerk ontwikkelde zich de oude dorpskern van Ouderkerk aan den IJssel. Rond 1510 wordt de kerk van een zaalkerk tot een kruiskerk vergroot, door het aanbrengen van twee transeptarmen aan de noord- en zuidzijde. In de noorderdwarsarm is een poortje aanwezig van Bentheimerzandsteen uit 1661. In de zuiderdwarsarm is een portaal aanwezig met een fronton met het Wapen van Ouderkerk en een tekst uit Openbaringen. Dit portaal uit 1671 is hier in 1795 geplaatst, nadat het eerst in de (westelijke) toren heeft dienstgedaan.
In 1576 ging de kerk over in protestantse handen. In 1664 liet Lodewijk van Nassau-Beverweerd, een buitenechtelijke zoon van Maurits van Oranje, een grafkelder in de kerk aanleggen, waar zijn vrouw Isabella van Horne werd begraven. Ook zijn kleinzoon Willem Maurits van Nassau-Ouwerkerk ligt hier begraven, met op zijn kist een loden ridderfiguur.
In de jaren tussen 1793 en 1799 werd de kerk "hersteld", waarbij veel zaken verloren gingen. Zo werden diverse wapenborden als oud hout verkocht. In deze periode werd ook een regeling getroffen met de (burgerlijke) gemeente over de verdeling van de goederen. Vanaf deze tijd is de toren in het bezit van de gemeente. Deze toren heeft drie geledingen en is voorzien van een spits. In 1822 moest, vanwege de gebrekkige reparatie aan het eind van de 18e eeuw, de kerk opnieuw hersteld worden. In 1880 werd gerapporteerd over de monumentale staat van de kerk. Vanwege de eerdere ingrepen werd geadviseerd om de kerk niet op de monumentenlijst te plaatsen.
De kerk werd in de jaren 1963 tot 1969 gerestaureerd. Op 11 september 1973 werd de kerk (alsnog) aangewezen als rijksmonument vanwege de betekenis ervan voor de architectuurhistorie.

## Interieur
Het interieur bevat onder meer:
- een preekstoel uit het eerste kwart van de 17e eeuw, met daaraan een koperen preekstoellezenaar uit de 18e eeuw en een koperen doopbekkenhouder;
- een doophek uit 1643, vergroot in 1968, met daarop een koperen voorzangerslezenaar uit (vermoedelijk) de 17e eeuw;
- twee kerkenraadsbanken met toogpanelen en snijwerk op het achterschot uit 1668;
- twee regeringsbanken met toogpanelen uit midden 17e eeuw;
- een stenen bord met de Twaalf artikelen van het geloof uit 1732;
- twee borden met de Tien geboden uit 1683;
- een kleine kroonluchter met twee kransen van zes armen uit 1718;
- een grote kroonluchter met twee kransen van acht armen uit einde 17e eeuw;
- twee kroonluchters met twee kransen van acht armen uit 1683.
- In het koor van de kerk bevinden zich twee grafkelders van de familie Van Nassau la Lecq, namelijk het grote praalgraf in het koor en een eenvoudige grafkelder direct achter de kansel.

## Afbeeldingen

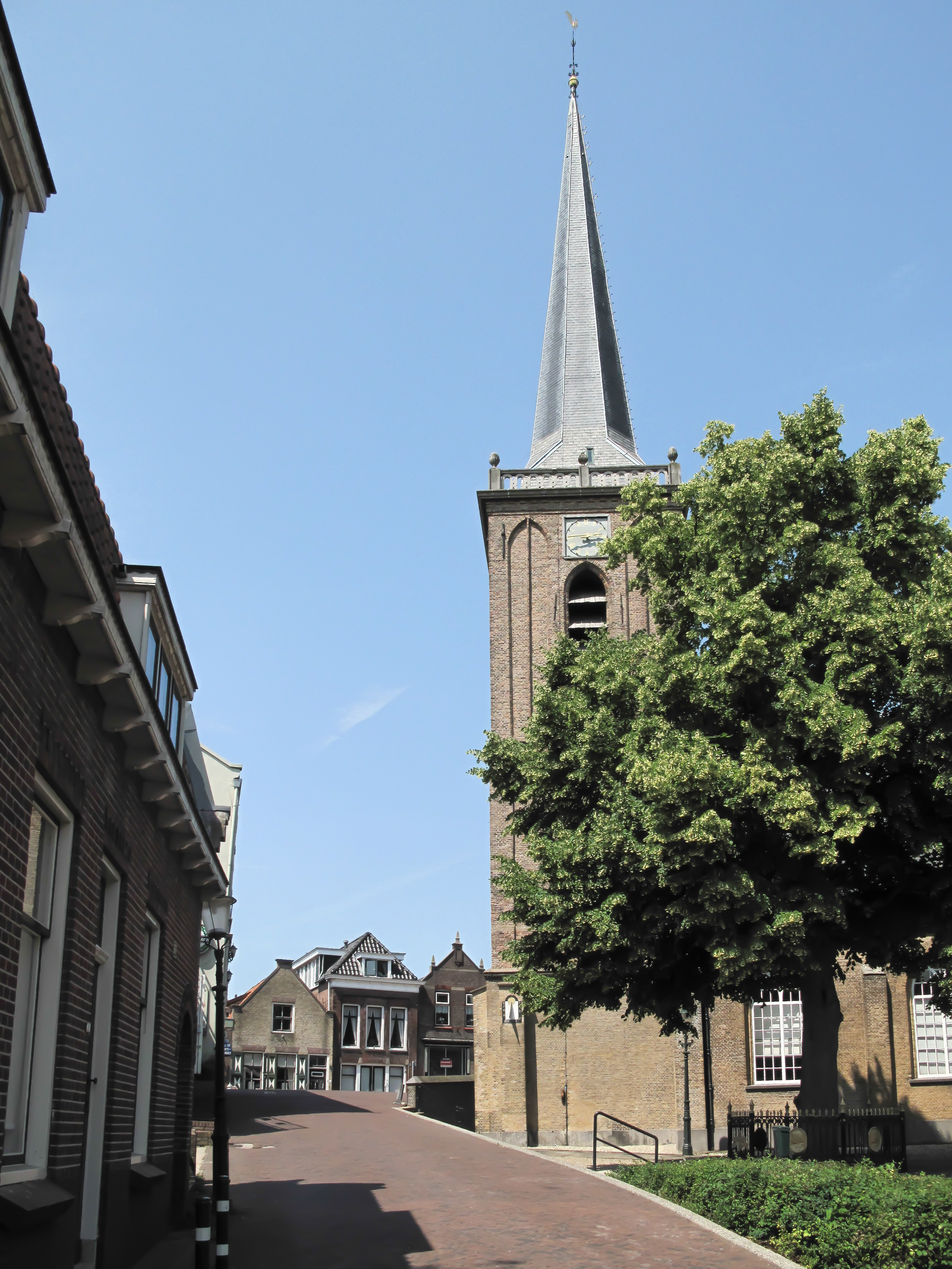
Hervormde Kerk

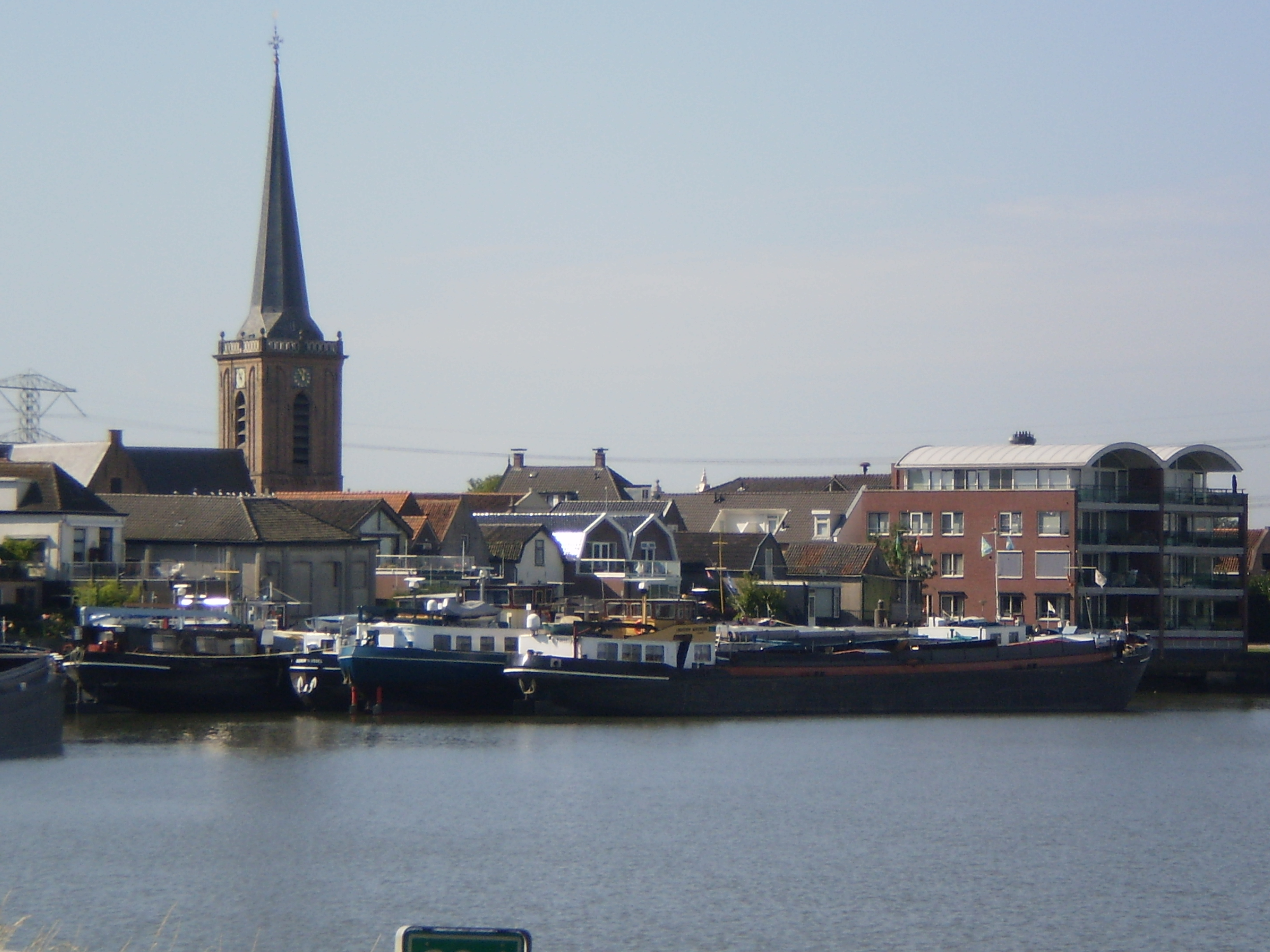
Kerk(toren) vanaf de IJsselzijde (noordzijde)